# Edward Johnston
Edward Johnston, CBE (11 de febrer 1872 - 26 de novembre 1944) fou un artesà britànic-uruguaià recordat, juntament amb Rudolf Koch, com el pare de la cal·ligrafia moderna. Va néixer a San José de Mayo a Uruguai.

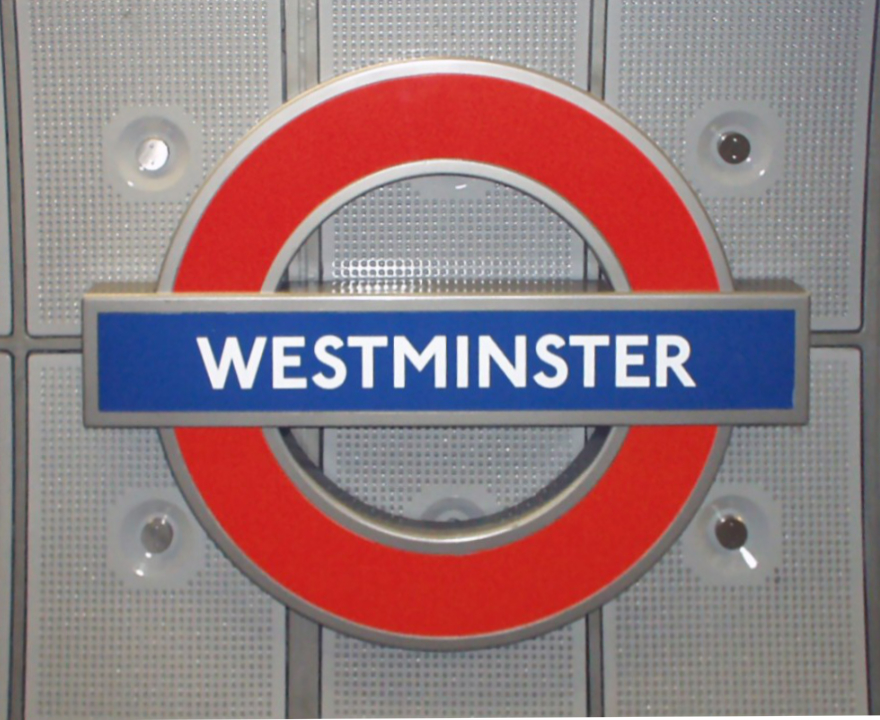
Logotip del metro de Londres.

És conegut per haver dissenyat la font de lletra de pal sec utilitzada al sistema del metro de Londres i que més tard es redissenyà a la dècada de 1980.